# Cordillère la Raya
La cordillère la Raya est située au Sud-Est du Pérou. Elle est notamment traversée par la route 3S, qui relie Cuzco à Puno, au col de La Raya, qui offre une vue sur le mont Chimboya (ou Chumpulla) culminant à 5 489 mètres.